# Bernhard Friedrich von Ahlimb
Bernhard Friedrich von Ahlimb (* 10. Dezember 1699 in Ringenwalde; † 6. Januar 1757 in Magdeburg) war ein preußischer Oberst und Kommandeur der Garnison in Magdeburg.

## Leben

### Herkunft und Familie
Bernhard Friedrich entstammte dem uckermärkischen Adelsgeschlecht von Ahlimb. Seine Eltern waren der Erbherr auf Ringenwalde Friedrich Wilhelm von Ahlimb und Maria Tugendreich von Barfuß. Er war kinderlos mit Juliana Victorine von Werder verheiratet. Sein Bruder und Erbe Joachim Wilhelm von Ahlimb (1701–1763) war der letzte Kommandant des Bergschlosses Regenstein im Vorharz. Mit dessen Sohn Gustav Andreas von Ahlimb (1750–1830) ist Familie Ahlimb im Mannesstamm erloschen.

### Militärkarriere
Schon mit 12 Jahren kam Ahlimb zur Preußischen Armee. Er war an der Belagerung von Stralsund und an der Schlacht bei Mollwitz beteiligt. 1743 wurde er als Oberst Chef des Garnison-Regiments Nr. 3 und Kommandeur der Garnison in Magdeburg. Er war zudem Kanon des Stiftes St. Nikolai in Magdeburg.